# Indische Cricket-Nationalmannschaft in den West Indies in der Saison 1952/53
Die Tour der indischen Cricket-Nationalmannschaft auf die West Indies in der Saison 1952/53 fand vom 21. Januar bis zum 4. April 1953 statt. Die internationale Cricket-Tour war Bestandteil der Internationalen Cricket-Saison 1952/53 und umfasste fünf Tests. Die West Indies gewannen die Serie 1–0.

## Vorgeschichte
Indien bestritt zuvor eine Tour gegen Pakistan, für die West Indies war es die erste Tour der Saison.
Das letzte Aufeinandertreffen der beiden Mannschaften bei einer Tour fand in der Saison 1948/49 in Indien statt. Es war die erste Tour Indiens in den West Indies.

## Stadien
Die folgenden Stadien wurden für die Tour als Austragungsort vorgesehen.
| Stadt         | Land                | Stadion               | Kapazität | Spiele       |
| ------------- | ------------------- | --------------------- | --------- | ------------ |
| Bridgetown    | Barbados            | Kensington Oval       | 11.000    | 2. Test      |
| Georgetown    | Guyana              | Bourda Cricket Ground | 25.000    | 4. Test      |
| Kingston      | Jamaika             | Sabina Park           | 20.000    | 5. Test      |
| Port of Spain | Trinidad und Tobago | Queen’s Park Oval     | 25.000    | 1. & 3. Test |

## Kaderlisten
Die Mannschaften benannten die folgenden Kader.
| Test | Test |
| West Indies | Indien |
| --- | --- |
| - Jeffrey Stollmeyer (K) - Alfie Binns (wk) - Robert Christiani - Gerry Gomez - Frank King - Ralph Legall (wk) - Roy Miller - Bruce Pairaudeau - Allan Rae - Sonny Ramadhin - Alfred Scott - Alf Valentine - Clyde Walcott - Everton Weekes - Leslie Wight - Frank Worrell | - Vijay Hazare (K) - Madhav Apte - Chandrasekhar Gadkari - Datta Gaekwad - Jayasinghrao Ghorpade - Subhash Gupte - Nana Joshi (wk) - Ebrahim Maka (wk) - Vijey Manjrekar (wk) - Vinoo Mankad - Dattu Phadkar - Gulabrai Ramchand - Pankaj Roy - Deepak Shodhan - Polly Umrigar |

## Tests

### Erster Test in Port of Spain
| 21. – 28. Januar Scorecard | Port of Spain | Indien 417 (192.1) & 294 (143.5) | – | West Indies 438 (182) & 142-0 (55) |
|                            |               | Remis                            |   |                                    |

Indien gewann den Münzwurf und entschied sich als Schlagmannschaft zu beginnen.

### Zweiter Test in Bridgetown
| 7. – 12. Februar Scorecard | Bridgetown | West Indies 296 (116.4) & 228 (90.3) | – | Indien 253 (134) & 129 (79.5) |
|                            |            | West Indies gewinnt mit 142 Runs     |   |                               |

Die West Indies gewannen den Münzwurf und entschieden sich als Schlagmannschaft zu beginnen.

### Dritter Test in Port of Spain
| 19. – 25. Februar Scorecard | Port of Spain | Indien 279 (131.2) & 362-7d (200.1) | – | West Indies 315 (146) & 192-2 (54) |
|                             |               | Remis                               |   |                                    |

Indien gewann den Münzwurf und entschied sich als Schlagmannschaft zu beginnen.

### Vierter Test in Georgetown
| 11. – 17. März Scorecard | Georgetown | Indien 262 (124.5) & 190-5 (98) | – | West Indies 364 (156.2) |
|                          |            | Remis                           |   |                         |

Indien gewann den Münzwurf und entschied sich als Schlagmannschaft zu beginnen.

### Fünfter Test in Kingston
| 28. März – 4. April Scorecard | Kingston | Indien 312 (141.5) & 444 (178) | – | West Indies 576 (206.1) & 92-4 (47) |
|                               |          | Remis                          |   |                                     |

Indien gewann den Münzwurf und entschied sich als Schlagmannschaft zu beginnen.